# كم زردو (كوه بنج)
کم زردو (بالفارسية: کم زردو) هي قرية تقع في إيران في البلدة المركزية.